# Максіміліано Араухо
Максіміліано Хавьєр Араухо Вільчес (ісп. Maximiliano Javier Araújo Vilches, нар. 15 лютого 2000, Монтевідео, Уругвай) — уругвайський футболіст, вінгер мексиканського клубу «Толука» та національної збірної Уругваю.

## Ігрова кар'єра

### Клубна
Максіміліано Араухо народився у Монтевідео і займатися футболом почав у клубній академії столичного «Монтевідео Вондерерз». Дебютну гру в основі футболіст провів 11 березня 2018 року у матчі Апертури чемпіонату Уругваю.
Провівши в клубі два сезони, на початку 2020 року Араухо перебрався до Мексики, де приєднався до клубу «Пуебла». В січні 2023 року півзахисник став гравцем іншого клубу з Мексики - «Толука».

### Збірна
У 2019 році у складі молодіжної збірної Уругваю Максіміліано Араухо став бронзовим призером молодіжного чемпіонату Південної Америки. Був занесений до складу символічної збірної турніру. Також у тому році Араухо брав участь у молодіжному чемпіонаті світу в Польщі.
14 червня 2023 року у товариському матчі проти команди Нікарагуа Араухо дебютував у складі національної збірної Уругваю.

## Досягнення
- Чемпіон Португалії (1):

«Спортінг»: 2024-25
- Володар Кубка Португалії (1):

«Спортінг»: 2024-25
Збірна Уругваю
- Бронзовий призер Кубка Америки: 2024[6]